# Jacques Demogeot
Jacques Demogeot, né à Paris le 5 juillet 1808 et mort le 10 janvier 1894 à Paris 5e, est un professeur d'université français, spécialiste de littérature.

## Biographie
Jacques Demogeot est agrégé des classes supérieures de lettres en 1832. Le 22 novembre 1837, il soutient ses deux thèses de doctorat ès lettres à la Faculté de Toulouse. La première, en français, s'intéresse à l'homme de lettres Ausone. La deuxième, en latin, traite de questions philosophiques, la traduction de son titre étant : « C'est dans la contemplation des choses extérieures, c'est-à-dire dans les mœurs des hommes, dans l'histoire et la littérature, qu'il faut chercher le secours de la psychologie ».
Sa carrière académique commence en 1826, en tant que professeur au petit séminaire Saint-Nicolas du Chardonnet. Entre 1828 et 1835, il occupe divers postes de régent et de professeur dans plusieurs collèges. En 1838, il devient professeur de rhétorique au collège royal de Lyon, puis suppléant de Frédéric Ozanam à la Faculté des lettres de Paris de 1841 à 1843. Il est également professeur de rhétorique au lycée Saint-Louis de 1843 à 1848. Il est suppléant de Désiré Nisard à la Faculté des lettres de Paris entre 1857 et 1861, avant d'être admis à la retraite en 1861. 
Outre ces fonctions universitaires, Jacques Demogeot est un homme de lettres - il rédige notamment des drames en vers -, qui intervient également en tant que critique théâtral dans la Revue de l'instruction publique en 1853. Il repose sous un petit obélisque au cimetière de Fontenay-aux-Roses.

## Œuvres
Parmi les ouvrages écrits par Jacques Demogeot figurent : 
- Étude historiques et littéraires sur Ausone, thèse de doctorat (1837) ;
- Ab externarum rerum contemplatione, hoc est ab hominum consuetudine, ab historia ac litteris auxilia psychologiae petenda, thèse de doctorat (1837) ;
- Histoire de la littérature française depuis ses origines jusqu'en 1830 (1852), nombreuses éditions ;
- Textes classiques de la littérature française, extraits (1867), nombreuses éditions, 2 volumes ;
- De l'Enseignement secondaire en Angleterre et en Écosse, rapport (1868) ;
- De l'Enseignement supérieur en Angleterre et en Écosse, rapport (1870) avec H. Montucci ;
- Histoire des littératures étrangères (...) (1880), 2 volumes, nombreuses éditions ;
- Éditions et traductions de Lucain, Pline, Tacite.

## Distinctions
Jacques Demogeot est nommé Officier de la légion d'honneur en 1865.